# قونگورداغ
قونگورداغ (مغولی: Хонгор Таг) با ۷٬۶۴۹ متر ارتفاع، بلندترین کوه در منطقه خودمختار سین‌کیانگ در چین است.
قونگورداغ در شمال کوهی به نام موزتاغ‌آتا واقع شده و از دریاچه قره‌کول قابل مشاهده است.